# Schöne Venus
Schöne Venus (Originaltitel: Vénus Beauté (Institut)) ist eine französische Filmkomödie von Tonie Marshall aus dem Jahr 1999 mit Nathalie Baye in der Hauptrolle. Mit dem Film, der mit vier Césars prämiert wurde, gelang Audrey Tautou in einer Nebenrolle der Durchbruch in Frankreich.

## Handlung
Der Pariser Kosmetiksalon „Vénus Beauté“ ist Treffpunkt verschiedener Frauen und Männer, die sich mit Liebeskummer und Panik vor dem Alter herumschlagen. Chefin Madame Nadine und ihre Mitarbeiterinnen Angèle, Samantha und Marie tun, was sie können, um ihre zumeist weiblichen Kunden sowohl von außen als auch von innen zu erneuern. Doch die 40-jährige Angèle hat es allmählich satt, stets als Kummerkastentante ihrer Kundinnen herhalten zu müssen, zumal ihr eigenes Leben auch nicht rosig aussieht: Sie wuchs als Waise auf, nachdem ihr Vater zunächst ihre Mutter und später sich selbst umgebracht hatte. Aus Angst vor Zurückweisung ist Angèle nicht in der Lage, sich auf eine dauerhafte Beziehung einzulassen, und flüchtige Abenteuer stellen sie nicht länger zufrieden. Ihren alten Liebhaber Jacques ruft sie bisweilen aus Einsamkeit an, doch ist dieser zumeist nicht erreichbar.
Ihr Leben ändert sich, als Angèle den jungen Bildhauer Antoine kennenlernt, der sich sofort in sie verliebt und für sie seine Verlobte verlässt. Er hatte Angèle in einem Café gesehen, als sie von ihrem letzten Liebhaber verlassen wurde, und taucht seither regelmäßig vor dem Kosmetiksalon auf, um nach ihr Ausschau zu halten. In einem Café gesteht er ihr schließlich seine Liebe. Zunächst erwidert Angèle seine Liebe nicht. Antoine bleibt jedoch hartnäckig und besorgt sich einen Termin für eine Massage. Mit der Zeit entwickelt Angèle Gefühle für ihn. Die jüngste ihrer Kolleginnen, Marie, hat derweil als Kunden einen älteren Piloten, der sich nach einer Verbrennung das Gesicht mit der Haut seiner verstorbenen Frau rekonstruieren ließ. Dieser lädt Marie schließlich zu sich nach Hause ein. Besorgt um ihre Kollegin, folgt Angèle mit Antoine Marie zum Haus des Piloten, um vom Garten aus durch die Fenster zu sehen. Während sich Marie von dem weit älteren Mann willig verführen lässt, beginnen Angèle und Antoine sich zu küssen.
Über Weihnachten besucht Angèle ihre Tanten in Poitiers, wo Antoine für die örtliche Kathedrale einen Altar gestaltet hat. Zurück in Paris eilt Angèle ins Krankenhaus, nachdem sich Samantha aus Weihnachtsfrust mit Drogen vollgepumpt hat. Von Samantha erfährt Angèle, dass Madame Nadine einen neuen Laden einrichtet und Samantha vorübergehend mit einem neuen Mädchen ersetzen will. Doch Evelyne, die neue Kollegin, ist alles andere als hilfreich, als sie die Pflegeprodukte nach ihren Farben statt nach ihren Funktionen sortiert. Antoines Verlobte ist derweil überzeugt, dass Antoine noch immer in sie verliebt ist. Sie sorgt dafür, dass Angèle glaubt, Antoine würde sie betrügen, weshalb Angèle Antoine verlässt.
Samantha, die immer wieder mit Madame Nadine aneinandergerät und eigentlich ausgebildete Krankenschwester ist, kündigt zu Silvester. Am selben Abend erscheint zunächst Jacques im Kosmetiksalon. Angèle macht ihm zaghaft den Vorschlag, Silvester gemeinsam zu verbringen und wieder zusammenzuleben. Doch Jacques erzählt ihr, inzwischen eine neue Partnerin gefunden zu haben, und verlässt das Geschäft. Kurz darauf trifft Antoine mit einem Geschenk ein, um es Angèle zu geben. Seine Verlobte beobachtet die beiden durch die Schaufenster. Als sie sieht, wie Angèle das von Antoine geschenkte Kleid anprobiert, stürzt sie mit einer Waffe in den Laden und feuert einen Schuss ab, trifft jedoch nur die Lampen. Nachdem sie gegangen ist, küssen sich Antoine und Angèle.

## Hintergrund
Die Dreharbeiten fanden in Paris und Poitiers statt. Das Budget des Films betrug 2,85 Millionen Euro. In Frankreich, wo Schöne Venus am 3. Februar 1999 uraufgeführt wurde, strömten 1,3 Millionen Zuschauer in die Kinos. In Deutschland wurde die Tragikomödie erstmals am 6. April 2000 in den Kinos gezeigt. Weltweit konnte der Film rund 7,4 Millionen Dollar an den Kinokassen einspielen. Aufgrund des Erfolgs in Frankreich produzierte der deutsch-französische Fernsehsender Arte eine auf dem Film basierende 25-teilige Serie unter dem Titel Vénus et Apollon, die ab dem 3. Oktober 2005 von Arte ausgestrahlt wurde.

## Kritiken
Das Lexikon des internationalen Films lobte die „präzise Inszenierung und die schnörkellose Kamera“, die „sich ganz auf die Gesichter, Gesten und Dialoge der brillanten Darsteller [konzentrieren]“. Den Schauspielern wiederum gelinge es „mit faszinierender Leichtigkeit in die Seelenlandschaften ihrer Figuren [einzutauchen]“. Karl-Heinz Schäfer von Cinema fand es „[s]chön, wie diese Tragikomödie Ernst, spitzzüngigen Humor und Romantik hinreißend locker verknüpft“. Schöne Venus sei „[e]in cineastisches Schminkköfferchen für die Seele“. Man fühle sich „[n]ach dieser 105-minütigen Gesichtsmaske […] wie geliftet“. Prisma zufolge sei der Film „hervorragend gespielt und sensibel in Szene gesetzt“.

## Auszeichnungen

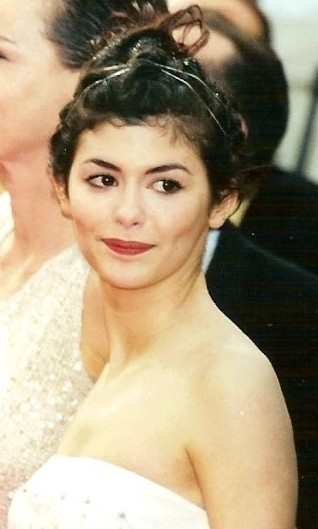
Mit drei Nachwuchspreisen prämiert: Audrey Tautou

Bei der César-Verleihung im Jahr 2000 war Schöne Venus mit sieben Nominierungen neben Patrice Lecontes Die Frau auf der Brücke und Luc Bessons Johanna von Orleans einer der Hauptfavoriten des Abends. In den wichtigen Kategorien Bester Film, Beste Regie und Bestes Drehbuch konnte Regisseurin und Drehbuchautorin Tonie Marshall über die Konkurrenz triumphieren und drei Trophäen entgegennehmen. Audrey Tautou wurde in der Kategorie Beste Nachwuchsdarstellerin ausgezeichnet. Nathalie Baye, die als beste Hauptdarstellerin nominiert war, sowie Bulle Ogier und Mathilde Seigner, die beide in der Kategorie Beste Nebendarstellerin eine Nominierung erhalten hatten, unterlagen Karin Viard bzw. Charlotte Gainsbourg.
Audrey Tautou wurde zudem mit dem Prix Lumières als beste Nachwuchsdarstellerin ausgezeichnet und als solche auch beim Festival du film de Cabourg mit einem Preis bedacht. In Cabourg erhielt Tonie Marshall für die beste Regie ebenfalls einen Preis. Beim Seattle International Film Festival gewann Nathalie Baye den Golden Space Needle Award in der Kategorie Beste Darstellerin.

## Deutsche Fassung
Die deutsche Synchronfassung entstand bei der TaunusFilm Synchron in Berlin nach dem Dialogbuch von Michael Schlimgen. Die Dialogregie führte Susanna Bonasewicz.
| Rolle                     | Darsteller       | Synchronsprecher  |
| ------------------------- | ---------------- | ----------------- |
| Angèle Piana              | Nathalie Baye    | Katharina Koschny |
| Madame Nadine             | Bulle Ogier      | Renate Danz       |
| Antoine DuMont            | Samuel Le Bihan  | Thomas Nero Wolff |
| Jacques                   | Jacques Bonnaffé | Uwe Karpa         |
| Samantha                  | Mathilde Seigner | Andrea Solter     |
| Marie                     | Audrey Tautou    | Dascha Lehmann    |
| Pilot                     | Robert Hossein   | Roland Hemmo      |
| Antoines Verlobte         | Hélène Fillières | Bianca Krahl      |
| exhibitionistische Kundin | Claire Nebout    | Viola Sauer       |
| Tante Maryse              | Micheline Presle | Hannelore Minkus  |
| Tante Lyda                | Emmanuelle Riva  | Roswitha Hirsch   |